# 壺衍鞮単于
壺衍鞮 単于（呉音：ごえんたい ぜんう、漢音：こえんてい ぜんう、拼音：Húyǎndī Chányú、? - 紀元前68年）は、中国前漢時代の匈奴の単于。狐鹿姑単于の子。壺衍鞮単于というのは単于号で、姓は攣鞮氏、名は不明。

## 生涯
狐鹿姑単于の子として生まれ、左谷蠡王となる。
始元2年（前85年）、父の狐鹿姑単于は漢と和親を求めるが、病にかかってしまう。狐鹿姑単于には左大都尉となった異母弟がおり、賢かったので国人は彼を次の単于に推していた。初め、母閼氏（ぼうえんし：匈奴の皇太后）は単于を恐れて子を立てず左大都尉を立てたが、のちに彼を殺させた。左大都尉の同母兄はこれを怨み、単于庭（単于の本拠地）の会議に出席しなくなった。狐鹿姑単于は臨終に際し、諸貴人たちに「我が子はまだ幼く、国政ができないので、弟の右谷蠡王を立てよ」と遺言した。しかし、狐鹿姑単于が死ぬと、衛律らと顓渠閼氏は謀って、喪を隠して単于の令と偽り、子の左谷蠡王を擁立して壺衍鞮単于とした。
壺衍鞮単于は即位すると、漢と和親を求めることにした。一方、左賢王と右谷蠡王は単于に即位できなかったことを妬み、衆を率いて南の漢に帰順したいと考えたが、自ら実行できないので、盧屠王を脅して共に西の烏孫に降り、匈奴を撃つことを謀った。しかし、盧屠王はこれを単于に報告したので、壺衍鞮単于は人を使ってこれを尋問したが、右谷蠡王は不服とし、その罪を盧屠王になすりつけ、国人も皆これを冤罪としたので、無罪となった。左賢王と右谷蠡王は任地に戻ると、それ以降、龍城の会議（匈奴の国会）に出席しなくなった。
始元4年（前83年）秋、匈奴は代郡に侵攻し、都尉を殺した。壺衍鞮単于は年少で即位したため、母閼氏が不正な統治を行い、国内は乖離し、常に漢の襲来を恐れていた。そこで衛律は単于に19年間匈奴に抑留させていた不降者の蘇武や馬宏等を漢に帰国させ、漢と和親を謀った。
始元5年（前82年）、匈奴は左右部の2万騎を発し、漢の辺境を侵した。漢軍はこれを追撃し、9千人を斬首獲虜し、甌脱王を生け捕った。匈奴は甌脱王が漢に捕われたのを知ると、恐れて西北に遠く去り、南に水草を追えなくなり、人民を発して甌脱（おうだつ）に駐屯した。
始元6年（前81年）、ふたたび9千騎を遣わし受降城に駐屯し漢に備えた。この時、衛律はすでに死んでいた。衛律は生前、常に漢との和親を説いていたが、匈奴が信用しなかったために、衛律の死後、匈奴は兵数に困り国益は貧しくなった。壺衍鞮単于の弟の左谷蠡王は衛律の言葉を信じ、漢と和親を謀り辺境を侵さなかった。その後、左谷蠡王は死んだ。
始元7年（前80年）、壺衍鞮単于は犁汚王に辺境を偵察させ、酒泉・張掖の警備が弱いこと知ると、出兵してふたたびその地を得ようとした。右賢王・犁汚王の4千騎は3隊に分かれ、日勒・屋蘭・番和に侵入した。張掖太守と属国都尉は兵を発して撃ち、これを大破し、脱走者は数百人となった。属国千長の義渠王の騎士は犁汚王を射殺し、黄金2百斤・馬2百匹を賜い、犁汚王に封ぜられた。属国都尉の郭忠は成安侯に封ぜられた。これより後、匈奴は張掖に侵入しなくなった。
元鳳2年（前79年）、匈奴の3千余騎は五原郡に侵入し、数千人を殺害した。この年、東胡の生き残りで匈奴に臣従していた烏桓族が、歴代単于の墓をあばいて冒頓単于に破られた時の恥に報復した。壺衍鞮単于は激怒し、2万騎を発して烏桓を撃った。漢の大将軍の霍光は、この情報を得ると、中郎将の范明友を度遼将軍に任命し、3万の騎兵を率いさせ、遼東郡から出陣させた。范明友は匈奴の後を追って攻撃をかけたが、范明友の軍が到着したときには、匈奴はもう引き揚げた後だった。烏桓は匈奴の兵から手痛い目を受けたばかりで、范明友は彼らが力を失っているのに乗じて、軍を進めて烏桓に攻撃をかけ、6千余りの首級を上げ、3人の王の首をとって帰還し、平陵侯に封ぜられた。
匈奴はこれを恐れて出兵できなくなった。そこで烏孫を攻撃し、車延・悪師の地を取った。烏孫公主は上書し、漢に救援を要請した。漢では昭帝が崩御し、宣帝が即位していた。烏孫の昆弥（こんび：烏孫の君主号）はふたたび上書して救援を要請した。
本始2年（前72年）、漢は烏孫の要請を受け、祁連将軍の田広明の4万余騎を西河から、度遼将軍の范明友の3万余騎を張掖から、前将軍の韓増の3万余騎を雲中から、後将軍の趙充国を蒲類将軍とし、3万余騎で酒泉から、雲中太守の田順を虎牙将軍とし、3万余騎で五原から出陣させた。以上の五将軍率いる兵10数万騎は塞を出ること2千余里、校尉の常恵は烏孫西域の兵を指揮し、烏孫の昆弥は自ら翕侯（きゅうこう：諸侯）以下5万余騎を率いて西方から入り、総勢20数万が匈奴を攻撃した。匈奴は漢が大軍を発したのを聞くと、老弱は奔走し、畜産を駆って遠く逃げ去ったので、五将軍にはあまり戦功がなかった。一方、常恵が指揮する烏孫軍には戦功があったので、常恵は長羅侯に封ぜられた。しかし、匈奴の被害は甚大で、烏孫を深く怨むこととなる。その冬、壺衍鞮単于は烏孫を報復攻撃した。しかし、その帰りに大雪にあって多くの人民と畜産が凍死した。さらにこれに乗じて北の丁令、東の烏桓、西の烏孫に攻撃され、多くの死傷者が出て、多くの畜産を失った。これにより匈奴に従っていた周辺諸国も離反し、匈奴は大虚弱となった。
その後も漢の攻撃に遭い、辺境を侵すことなどできなくなり、地節2年（前68年）に壺衍鞮単于は死去し、弟の左賢王が虚閭権渠単于として即位した。

## 参考資料
- 『漢書』（匈奴伝）